# Protocolo (derecho internacional)
En derecho internacional, un protocolo adicional, protocolo complementario, protocolo facultativo o simplemente protocolo, en analogía con los contratos privados, supone un addendum a un tratado, manteniendo la validez del cuerpo principal, pero modificándolo, ampliándolo o complementándolo en algunos aspectos.
Algunos protocolos, por su importancia, han llegado a hacerse más célebres que el propio tratado que les dio origen, como es el caso del Protocolo de Kioto sobre el cambio climático, que es parte de la Convención Marco de las Naciones Unidas sobre el Cambio Climático de 1992.